# نیکولای سینای
نیکولای سینای (انگلیسی: Nicolai Sinai؛ زادهٔ ۱ ژانویهٔ ۱۹۷۶) اسلام‌شناس، و دانشیار آلمانی بریتانیایی است. وی همچنین برندهٔ جوایزی همچون عضو آکادمی بریتانیا شده است.

## پیشینه دانشگاهی
سینای از سال 1998 در دانشگاه لایپزیگ ، دانشگاه آزاد برلین و دانشگاه قاهره در رشته عربی و فلسفه تحصیل کرد. در سال 2007 دکترای خود را از دانشگاه آزاد برلین دریافت کرد. او از سال 2007 بر روی پروژه تحقیقاتی Corpus Coranicum - اسناد متنی و تفسیر تاریخی-انتقادی بر قرآن کار می‌کند. سینای از سال 2011 به تدریس مطالعات اسلامی در دانشگاه آکسفورد پرداخته و به عنوان مدرس، دانشیار و استاد تدریس می‌کند. پژوهش‌های او بر قرآن پژوهی تاریخی-انتقادی، دریافت قرآن اسلامی، فلسفه و کلام در حوزه فرهنگی اسلامی متمرکز است. 

## آثار
- به روز رسانی و تفسیر. مطالعات تفسیر متقدم قرآن (پایان نامه). Harrassowitz, Wiesbaden 2009, ISBN 978-3-447-05873-5
- قرآن: یک مقدمه. Der Koran: Eine Einführung (2017)
- قرآن: مقدمه ای تاریخی- انتقادی (2017) The Qur'an. A Historical-Critical Introduction
- باران‌آفرین، استخوان‌شکن، محتسب: الله در شعر پیش از قرآن (2019) Rain-Giver, Bone-Breaker, Score-Settler: Allāh in Pre-Quranic Poetry
- باز کردن قفل قرآن مدینه (ویراستار) (2022) Unlocking the Medinan Qur’an (ed.)
- اصطلاحات کلیدی قرآن. فرهنگ لغت انتقادی (2023) Key Terms of the Qur'an. A Critical Dictionary [۵]